# Юркин, Иван Трофимович
Ива́н Трофи́мович Ю́ркин (20 мая 1923, Ковыловка, Оренбургская губерния — 2 июня 1943, Холмская, Краснодарский край) — советский офицер, участник Великой Отечественной войны, Герой Советского Союза (25.10.1943), гвардии старший лейтенант (1943).

## Биография

### Детство и юность
Родился на хуторе Ковыловка Спасской волости Оренбургского уезда (ныне село относится к Саракташскому району Оренбургской области). В семье Юркиных было семеро детей (4 сына и 3 дочери). Иван был самым младшим из братьев. Его родители, Трофим и Анна Ивановна, занимались сельским хозяйством. С началом коллективизации, в 1930 году, вступили в местный колхоз «Красный авангард». Иван получил восьмилетнее школьное образование. С 1930 года учился в Ковыловской начальной школе (4 класса), затем — в средней школе села Спасское (сейчас школа носит его имя). По окончании школы продолжил образование в Оренбургском сельскохозяйственном техникуме. Работал в колхозе. В 1938 году стал членом ВЛКСМ, с 1942 года — кандидат в члены ВКП(б).

### Военные годы
24 июня 1941 года (на 3-й день Великой Отечественной войны) ушёл в Красную армию добровольцем. Принял участие в оборонительных боях под Киевом и Харьковом. После чего был направлен на ускоренные курсы в Куйбышевское воздушно-десантное училище РККА, которые успешно окончил весной 1942 года с присвоением звания младший лейтенант. По распределению 14 апреля был зачислен в 4-ю воздушно-десантную бригаду 2-го воздушно-десантного корпуса, находившегося на переформировании в городе Орджоникидзе. Формирование соединения закончилось его преобразованием в 32-ю гвардейскую стрелковую дивизию, где Юркин был зачислен в 85-й гвардейский стрелковый полк. С 15 мая 1942 года на фронте, командовал стрелковым взводом. С развалом Крымского фронта соединение было переброшено из Орджоникидзе на Таманский полуостров, где заняло оборону на побережье на участке Тамань и далее на юг до западного берега Кизилташского лимана. Летние месяцы прошли в подготовке очередной наступательной десантной операции в Крым, а когда высадка десанта была отменена, части дивизии вернулись к обороне береговой линии. В связи с общим ухудшением ситуации на фронте для советских войск, 11 августа дивизия получила приказ оставить Таманский полуостров и следовать комбинированным маршем к северу от города Туапсе, где приняла своё первое боевое испытание. В этих боях в сентябре 1942 года Юркин был ранен. 30 ноября 1942 года, он получил звание лейтенант.
С января 1943 года принимает участие в наступлении на Северном Кавказе, в том числе в Краснодарской операции. Повторно ранен был 30 января 1943 года, но быстро вернулся в строй и продолжил боевую деятельность. Уже 13 февраля в бою за населённый пункт Коваленко лейтенант возглавил атаку своей роты. На пути наступления подразделения были обнаружены два противотанковых орудия противника. Личным примером Юркин увлёк своих бойцов за собой, орудийные расчёты были подавлены, после чего пушки были использованы против немецких войск. Дополнительными трофеями стали пара станковых пулемётов и 10 лошадей. 17 февраля в районе хутора Бончковский подразделением Юркина был блокирован и уничтожен дзот, потери немцев составили 8 человек. За проявленный героизм и умелое руководство лейтенант был представлен к высшей государственной награде — ордену Ленина, дивизионное руководство в лице генерал-майора Тихонова снизило её до ордена Красного Знамени. Награждение состоялось 27 марта. Вскоре, 24 апреля 1943 года, Юркину было присвоено звание старший лейтенант.

#### Сопка Героев
В наступательных боях на Кубани, при попытках прорыва немецкого оборонительного рубежа «Голубая линия», старший адъютант 2-го стрелкового батальона 85-го гвардейского стрелкового полка И. Т. Юркин совершил несколько подвигов.
29 апреля 1943 года на подступах к станице Крымская он несколько раз поднимал и водил в атаку подразделения своего батальона для штурма сильно укреплённого рубежа в районе железной дороги. Дважды старший лейтенант взбирался вместе со штурмовой группой на железнодорожное полотно и лично забрасывал гранатами пулемётные гнёзда гитлеровцев. В целом его подразделение тогда уничтожило 4 станковых пулемёта, два 81-миллиметровых миномёта, свыше 150 солдат и офицеров вермахта. После ожесточённых боёв 4 мая советским войскам удалось взять узловой пункт немецкой обороны — станицу Крымская.
Северо-западнее Крымской основным узлом обороны являлось село Киевское. С юга в направлении станицы Крымской село прикрывалось опорными пунктами по рубежу: хутор Новый — высота 121,4 — хутор Горишный — хутор Тамбуловский — высота 114,1 — высота 167,1 — хутор Горно-Весёлый — высота 141,7.
В период с 4 по 10 мая Юркин отличился при штурме линии обороны противника у хутора Тамбуловский. Вначале он возглавил вылазку в районе расположения своего батальона для организации проходов в двухрядном проволочном заграждении. В дальнейшем 6 мая руководил штурмовой группой при захвате данной укреплённой позиции. 9 мая вражеские войска, перегруппировавшись, предприняли контратаку в этом месте. Подразделение Юркина смогло её отразить, но враг, усилившись подкреплениями, направил следующий удар на соседний участок фронта, где смог опрокинуть и обратить в бегство советских воинов. Видя такой поворот событий, старший лейтенант с группой бойцов бросился туда, остановил бегущих солдат, восстановил дисциплину и организовал контратаку, восстановив тем самым прежнее положение. Потери противника составили около 70 солдат и офицеров.
Дальнейшее продвижение Красной армии на запад на этом участке фронта застопорилось. Командование сосредоточилось на скрытой перегруппировке войск и подвозе боеприпасов. Немецкие силы в свою очередь уплотнили свои защитные порядки за счёт переброски транспортными самолётами из Сталино частей воссозданной 79-й пехотной дивизии.
Советское наступление началось рано утром 26 мая со 100-минутной артиллерийской подготовки, в результате чего немецкие войска, находившиеся в передовой линии обороны, были разбиты и рассеяны. Кроме того, незадолго до начала атаки советские части поставили дымовую завесу на всём фронте и предпринятое наступление в дыму фактически не встретило противодействия. В результате чего к 6 часам утра была захвачена сильно укреплённая высота с отметкой 121,4, которая господствовала над окружающей местностью. Советские гвардейские соединения продолжили двигаться на запад, а саму высоту заняли части 32 гв. сд. (в том числе батальон Юркина), шедшие вторым эшелоном.
Пришедшие в себя немцы около полудня нанесли контрудар силами до двух батальонов при поддержке штурмовых орудий, однако гвардейцы оказали ожесточённое сопротивление, удержав высоту. Старший лейтенант Юркин, находившийся в этот и все последующие дни в самой гуще событий, дважды водил своих людей в контратаку. Высота переходила из рук в руки трижды.
На следующий день, 27 мая, высота 121,4 и окрестные хутора стали ареной ещё более ожесточённых столкновений. Для восстановления утерянных рубежей противник подтянул значительные силы (до полтора полка), боевые действия проводил под массированным прикрытием авиации и артиллерии. По советским подсчётам из 2658 зафиксированных самолётопролётов немецкой авиации в этот день около 1000 пришлось в район высоты 121,4. В сложившейся обстановке Юркин сумел грамотно расположить пулемётчиков для нанесения врагу наибольшего урона. Во второй половине дня обе стороны стали активно применять танковые резервы. Юркин собрал ударную группу из 20-ти человек, усилил её огневую мощь противотанковыми ружьями. После подбития головного танка немецкая атака утратила свою силу. Согласно наградному листу в один из критических моментов старший лейтенант заменил вышедший из строя расчёт станкового пулемёта. Израсходовав все патроны, офицер поднял свою группу в контратаку и в завязавшейся схватке лично зарубил сапёрной лопаткой трёх вражеских солдат.
28 мая сражение продолжилось. Ударная авиация немцев нанесла сильнейший бомбовый удар по боевым порядкам красноармейцев. В 9:20 части первого батальона 228-го полка 101-й егерской дивизии и остатки 500-го штрафного батальона перешли в наступление и в 9:40 смогли занять обратные скаты высоты. Двадцать минут длился ожесточённый бой штурмовых групп на самой высоте, после чего гвардейцы бросились в контратаку и снова выбили гитлеровцев. Всего за день было предпринято шесть атак, но все усилия были тщетными, подразделение Юркина отразило их, при этом он трижды поднимал солдат в контратаку. В одной из атак его бойцы смогли уничтожить штаб вражеского батальона, захватить радиостанцию и десятерых пленных, а гвардии старший лейтенант Юркин уничтожил в штыковом бою 6 солдат и офицеров.
В наградных документах было указано, что всего за период четырёхдневных боёв с 26 по 30 мая 1943 года в районе высоты 121,4 гвардии старший лейтенант Иван Юркин лично уничтожил 175 солдат и офицеров. А его подразделение за эти дни уничтожило свыше 370 гитлеровцев, захватило три ручных и один станковый пулемёт, 5 автоматов, одну трофейную радиостанцию, около трёх тысяч патронов, подбило один танк, взяло в плен 10 человек.
30 мая 1943 года в боях за высоту 121,4 Крымского района Краснодарского края Иван Юркин был тяжело ранен пулей в голову и эвакуирован в хирургический полевой походной госпиталь № 5, где умер от ран (сквозное пулевое ранение черепа с повреждением левой теменной и правой височной области головного мозга) 2 июня 1943 года. Похоронен в братской могиле на площади в станице Холмской Абинского района Краснодарского края.
Высота 121,4 так и не была взята врагом. В итоге она была названа Сопкой Героев. Название «Сопка Героев» появилось в сводках боёв за 30, 31 мая 1943 года. Так её назвали сами солдаты. В 1965 году в этом месте был разбит одноимённый мемориальный комплекс, призванный увековечить подвиг советских воинов.

## Награды
- медаль «Золотая Звезда» Героя Советского Союза, посмертно (Указ Президиума Верховного Совета СССР от 25 октября 1943 года[6]);
- орден Ленина (Указ Президиума Верховного Совета СССР от 25 октября 1943 года[6]);
- орден Красного Знамени (приказ войскам Северо-Кавказского фронта от 27 марта 1943 года № 074/н[10]);
- орден Отечественной войны I степени (приказ подразделениям 11-го гвардейского стрелкового корпуса от 3 августа 1943 года № 46/н[11]).

## Память
- Братская могила в станице Холмской, где похоронен Юркин, является памятником истории регионального значения[~ 4]. Всего там похоронено 976 советских воинов[19]. 9 мая 2010 года на могиле был установлен бюст Героя[~ 5][20].
- Имя Героя носят улицы в Оренбурге и станице Холмской[1].
- Имя Героя носит средняя школа в селе Спасское Саракташского района Оренбургской области. У здания школы установлен бюст И. Т. Юркина[15][21].
- Имя И. Т. Юркина носит средняя школа в селе Экономическое Крымского района Краснодарского края[22]. На здании школы в 2009 году установлена мемориальная доска[15].
- На родине, в селе Ковыловка, на месте дома, где он родился и провёл детские и юношеские годы, установлен памятный знак[1].

## Комментарии
1. ↑  Географические координаты: 44°59′42″ с. ш. 37°54′17″ в. д.HGЯO.
2. ↑  Географические координаты: 44°50′49″ с. ш. 38°22′53″ в. д.HGЯO.
3. ↑   Объект культурного наследия народов РФ регионального значения. Рег. № 231721262210005 (ЕГРОКН)
4. ↑   Объект культурного наследия народов РФ регионального значения. Рег. № 231710923730005 (ЕГРОКН)
5. ↑  До этого там же были установлены бюсты ещё двум Героям Советского Союза, уроженцам Холмской: Михаилу Сергеевичу Лысову (установлен 09.05.2005) и Григорию Трофимовичу Чуприне (установлен 09.05.2006).